# Timm Schneider
Timm Schneider (ur. 15 czerwca 1988), niemiecki piłkarz ręczny grający na pozycji lewego rozgrywającego. Obecnie występuje w Bundeslidze, w drużynie TV Hüttenberg.